# Di (basquetebolista)
Adriano José Faggian Galvão, mais conhecido como Di (Porto Ferreira, 7 de março de 1980) é um jogador de basquetebol brasileiro, que atualmente joga pelo São José.

## Títulos
São José
- Campeonato Paulista de Basquete (2009/2010)
- Jogos Regionais (2009)
- Jogos Abertos do Interior (2009)
- Jogos Abertos Brasileiros (2010)